# Lehliu Gară
Lehliu Gară è una città della Romania di 6 342 abitanti, ubicata del distretto di Călăraşi, nella regione storica della Muntenia.
Lehliu Gară ha ottenuto lo status di città il 18 aprile 1989.
Fanno parte dell'area amministrativa anche le località: Buzoeni, Răzvani, Valea Seacă.
La città è un importante nodo ferroviario e stradale; è attraversata dalla strada nazionale che unisce Călărași a Costanza e verrà sfiorata dalla nuova Autostrada A2, destinata ad unire Costanza a Bucarest.
Lehliu Gară ospita da qualche anno un impianto per la produzione di biodiesel, frutto di un investimento di una società portoghese.